# Franziskanerkloster Paderborn

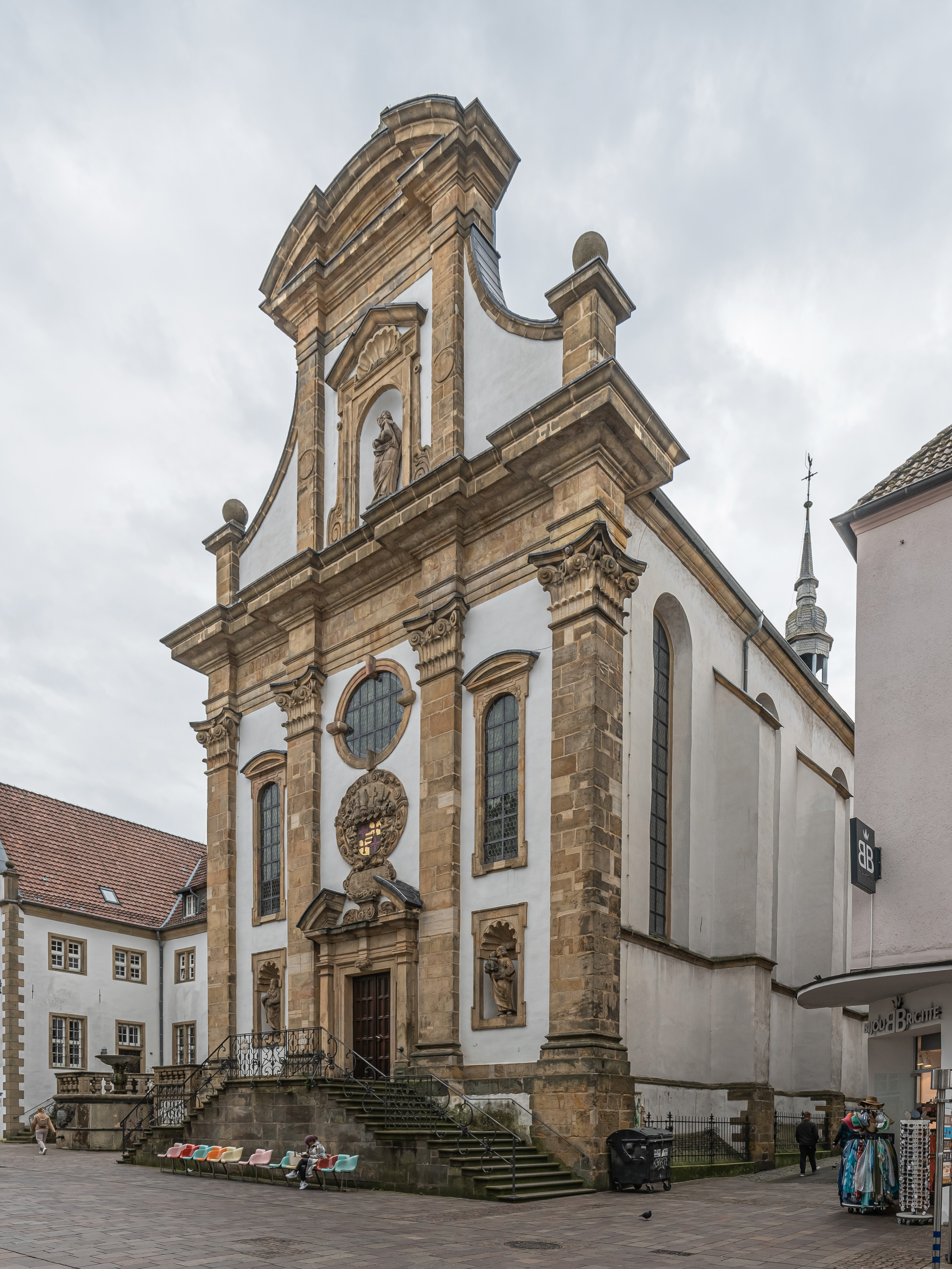
Franziskanerkirche außen

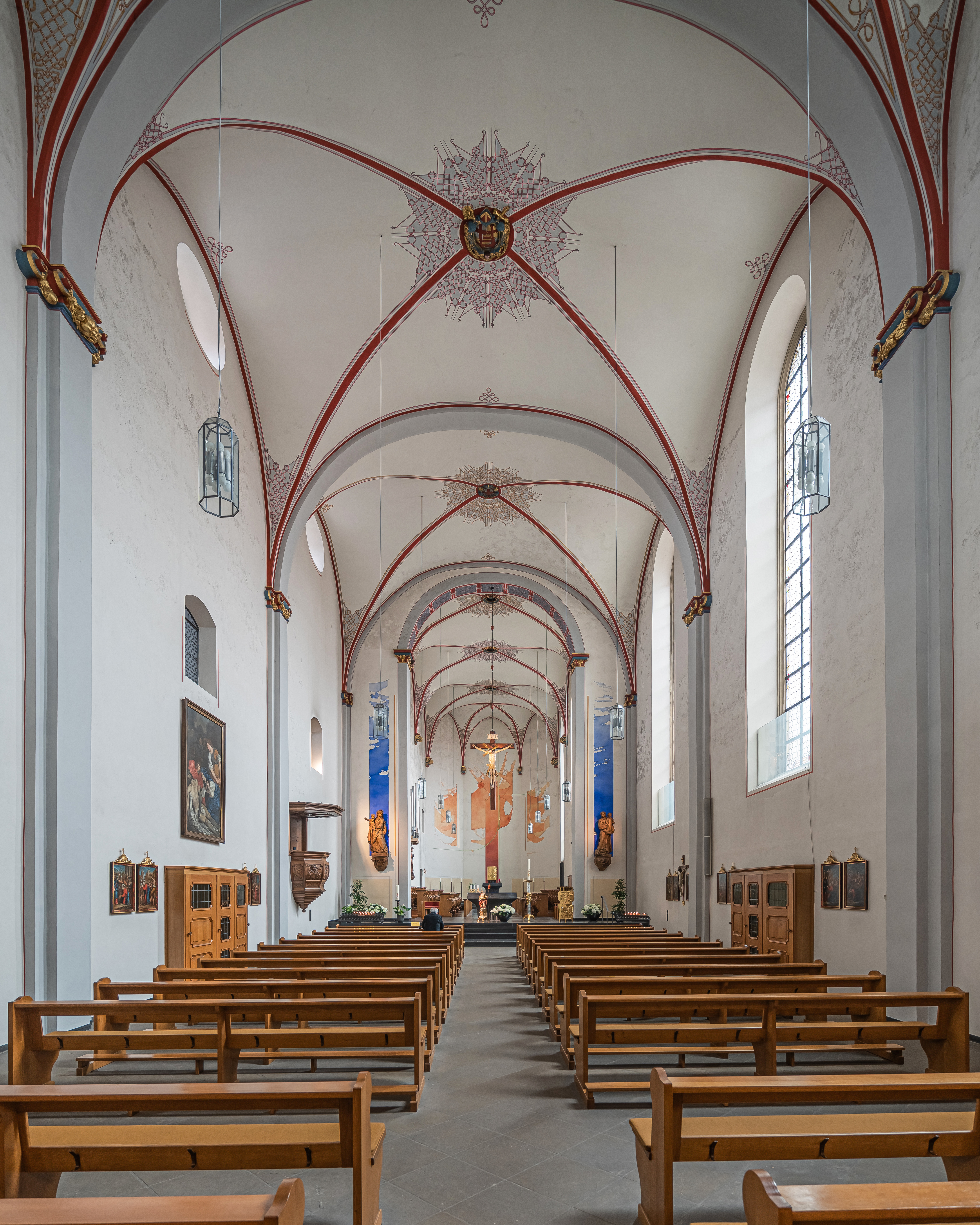
Franziskanerkirche innen

Das Franziskanerkloster Paderborn ist ein 1658 gegründetes Kloster der Franziskaner in der Westernstraße in Paderborn in Nordrhein-Westfalen. Bis zur Fusion der deutschen Franziskaner-Provinzen zur Deutschen Franziskanerprovinz von der hl. Elisabeth 2010 gehörte es zur Sächsischen Franziskanerprovinz vom Heiligen Kreuz. Vorher bestand bereits von 1232 bis ins 16. Jahrhundert ein Kloster desselben Ordens auf dem Kamp, das infolge der Reformation unterging.

## Das erste Kloster
Die Anfänge des Klosters gehen ungefähr auf das Jahr 1232 zurück, als sich Brüder des 1210 gegründeten Franziskanerordens im Johanneskloster am Kamp in Paderborn ansiedelten. Das Gelände gehörte den Grafen von Paderborn; Bischof Bernhard IV. von Paderborn schenkte den Brüdern Grundstücke, weitere wurden erworben. Eine erste urkundliche Erwähnung ist für 1235 nachzuweisen. Das Kloster, als Domus fratrum Minorum (1262), Broderhaus (1420) oder graues Kloster (1516) bezeichnet, lag neben der Kirche und besaß einen Kreuzgang und einen Friedhof. Es gehörte zur Rheinischen Franziskanerprovinz (Rhenania), nach deren Teilung 1239 zur Kölnischen Franziskanerprovinz (Colonia). Seine Aufgabe bestand in der Predigt- und Beichtseelsorge in der Klosterkirche und im Umland; im Kloster existierte ein Ordensstudium der Provinz Colonia zur Ausbildung des Ordensnachwuchses durch Lektoren. 1493 wurde der Paderborner Lektor Albert Engel Weihbischof in Paderborn. Das Kloster hatte im 15. Jahrhundert in Geseke eine Terminei. In der Klosterkirche war ein Gnadenbild der Gottesmutter Maria als  Trösterin der Betrübten das Ziel von Wallfahrten; es befindet sich heute in der Paderborner Marktkirche. Die Franziskaner betreuten eine 1386 gestiftete Marien-Bruderschaft, die den Schmuck der Marienstatue besorgte. 1436 gründete die Zunft der Schmiede beim Kloster eine Bruderschaft. 1289 wurde die Kirche bei einem Stadtbrand zerstört und bis 1309 mit Hilfe von Wohltätern wieder aufgebaut, denen der Bischof für ihre Spenden einen Ablass gewährte. 1473 wird eine Orgel erwähnt. 1506 wurde die Klosterkirche bei einem Brand erneut zerstört und erst 1604, nach umfassender Sanierung durch die Jesuiten, mit einem neuen Altar wieder konsekriert.
In Folge der Reformation wurde das Kloster aufgehoben. Um 1527 hatten sich mehrere Mitglieder des Konvents der lutherischen Lehre angeschlossen und traten als deren Prediger und geistliche Führer auf. Im Kloster fanden an Sonn- und Feiertagen öffentliche Tanzveranstaltungen statt. Die letzten Franziskaner verließen 1530 das Kloster. Es bestand jedoch offenbar noch als Rechtsträger bis in die 1570er-Jahre, denn bis 1578 sind Guardian und Konvent in Urkunden anzutreffen. Die Klostergebäude, in denen aber kein Ordensmann mehr lebte, überwies Fürstbischof Salentin von Isenburg 1577 der Domschule, 1582 kaufte sie Elmerhaus von Haxthausen.
Als das Paderborner Domkapitel 1580 die Jesuiten nach Paderborn holte, begann für die Stadt die Gegenreformation und Rekatholisierung, die von Fürstbischof Dietrich von Fürstenberg energisch gefördert wurde. 1585 übernahmen die Jesuiten die Leitung des Gymnasiums und bauten in den darauffolgenden Jahren ein Kolleg auf dem Gelände des vormaligen Franziskanerklosters anstelle der ruinösen Konventsgebäude. Die Klosterkirche diente ab 1592 den Jesuiten als Kollegkirche, wurde umfangreich renoviert und 1728 abgebrochen, nachdem am 14. September 1692 die neue Jesuitenkirche Franz Xaver geweiht worden war. 1612 kamen Brüder des Kapuzinerordens, der 1528 durch Teilung aus dem Franziskanerorden entstanden war, nach Paderborn und gründeten ein Kloster, das heutige Liborianum.

## Das heutige Kloster

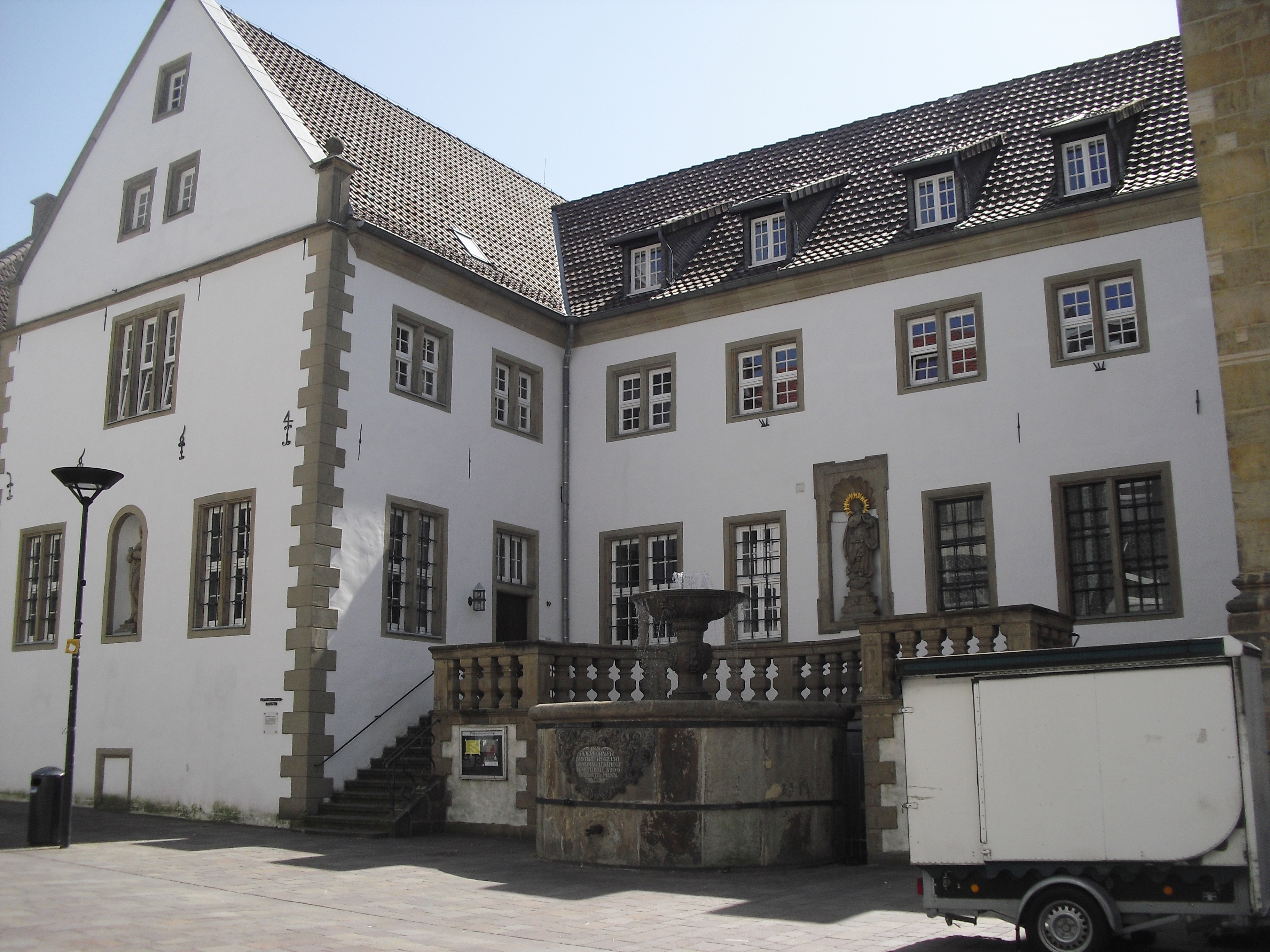
Das Kloster (2012)

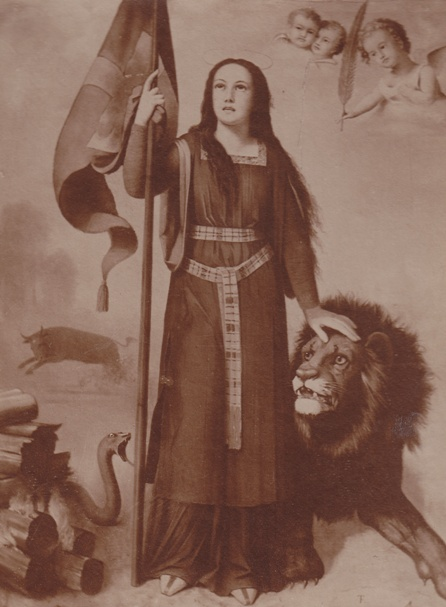
Heilige Thekla, 1902 gemalt von Franz Thöne für das Franziskanerkloster in Paderborn (verloren seit 1945)

1658 erfolgte eine Ansiedlung der Franziskaner-Observanten der Sächsischen Ordensprovinz vom Heiligen Kreuz (Saxonia) in Paderborn, diesmal in der Westernstraße. Die Ordensleute erhielten dort von dem Bürger Hermann Georg Rickwin (Reckwin) ein Haus mit Garten geschenkt; er erhielt dafür das Recht, in jedem Kloster der Saxonia Unterkunft und Verpflegung zu erhalten. Die Franziskaner zogen unter Anteilnahme des Fürstbischofs Dietrich Adolf von der Recke am 31. März 1658 in ihre Unterkunft ein. 1663 wurde der Grundstein für ein neues Konventsgebäude gelegt, 1668 für eine neue Kirche. Insgesamt entstand eine Barockanlage im italienischen Stil. 1728 erhielt das Kloster einen „Fürstenflügel“ mit Krankenabteilung und Hörsaal. Auch an diesem Kloster bestand wieder ein Ordensstudium der Saxonia, und zwar für dogmatisch-scholastische Theologie, und die Franziskaner leiteten gegen Ende des 18. Jahrhunderts die Normalschule in Paderborn. Sie waren seelsorglich in ihrer Klosterkirche, aber auch im Paderborner Dom und im Zuchthaus tätig. 1811 wohnten 15 Patres und sechs Laienbrüder im Paderborner Konvent.
Dieses zweite Franziskanerkloster blieb von den Klosterschließungen der Säkularisation zu Beginn des 19. Jahrhunderts verschont; das Kloster wurde 1811/1812 lediglich staatlich inventarisiert. 1821 besichtigte eine Kommission den „Fürstenflügel“, um evtl.ein Gericht dort einzurichten. Der Guardian konnte das Ansinnen zurückweisen, indem er darauf hinwies, dass dort alte Geistliche lebten, die von der Regierung oder der Diözese den Franziskanern zur Pflege anvertraut würden. 1825 billigte der preußische König Friedrich Wilhelm III. den Fortbestand der Franziskanerklöster in Dorsten und Paderborn.
Das Kloster besteht bis heute. Zu einer Unterbrechung kam es im preußischen Kulturkampf, als das Paderborner Kloster am 29. Juli 1875 aufgehoben wurde; die Brüder zogen ins Exil ins holländische Püth, konnten aber 1887 nach Paderborn zurückkehren. Während des Ersten Weltkriegs befand sich im Kloster ein Lazarett. Die Gebäude fielen am 27. März 1945 bis auf die der Westernstraße zugewandten Fassaden dem Bombenangriff auf Paderborn zum Opfer und wurden anschließend wieder aufgebaut; die Kirche konnte 1948 und das Klostergebäude drei Jahre später wieder genutzt werden. Verloren blieb seitdem das Altarbild der Heiligen Thekla, das der im Paderborner Ortsteil Wewer geborene Maler Franz Thöne im Jahr 1902 dort für das Kloster geschaffen hatte. Das theologische Studienhaus der Provinz Saxonia war bis 1970 in Paderborn angesiedelt und wurde dann zugunsten der Philosophisch-Theologischen Hochschule der Franziskaner und Kapuziner in Münster aufgegeben. Von 2005 bis 2006 fanden umfangreiche Umbau- und Modernisierungsmaßnahmen statt, seit 2010 beherbergt das Kloster das Archiv der Deutschen Franziskanerprovinz. Die zurzeit 14 Franziskanerbrüder sind hauptsächlich in der Gesprächs- und Beichtseelsorge an der Klosterkirche, als Schwesternseelsorger und in der Exerzitienarbeit tätig. Im Kloster finden gelegentlich Vorträge, Ausstellungen und Konzerte statt.